# Archäologische Gesellschaft zu Berlin
Die Archäologische Gesellschaft zu Berlin ist eine 1842 gegründete Organisation, die sich zur Aufgabe gemacht hat, die archäologisch-wissenschaftliche Forschung einer interessierten Öffentlichkeit näherzubringen und damit die eigentliche archäologische Forschung zu fördern. Sie hat heute mehr als 250 Mitglieder.

## Geschichte

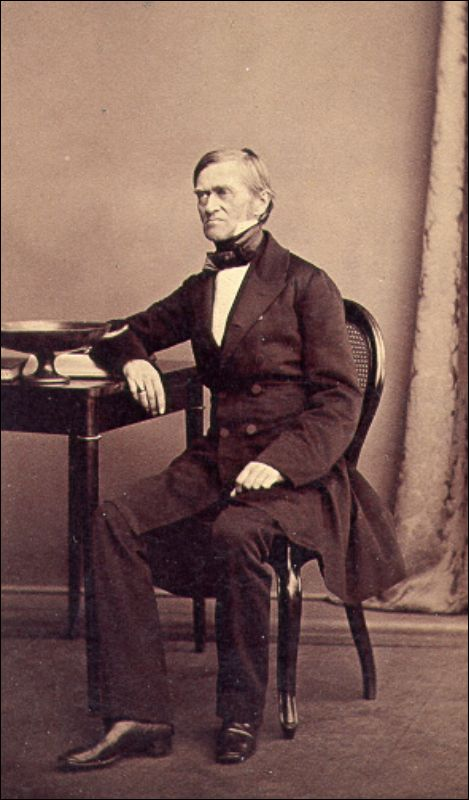
Eduard Gerhard, Initiator der Gesellschaft

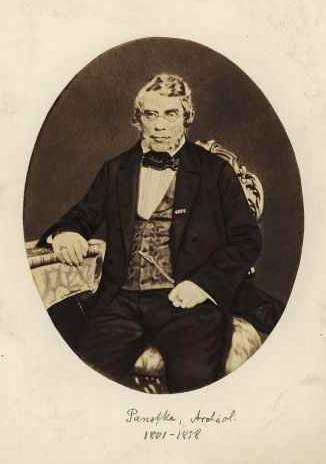
Theodor Panofka, mit Gerhard langjähriger Vorsitzender der Gesellschaft

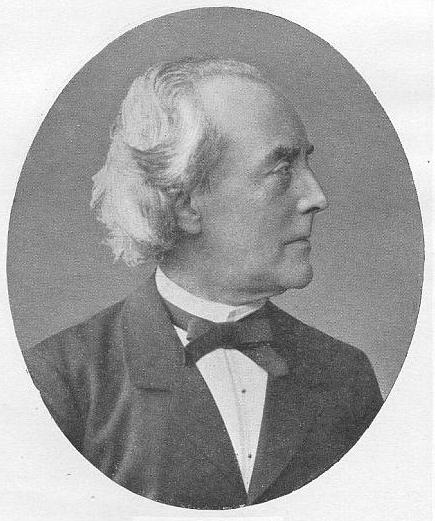
Der langjährige Vorsitzende Ernst Curtius

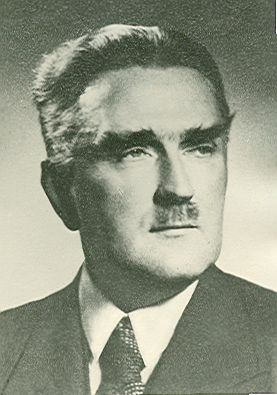
Gerhart Rodenwaldt, Vereinsvorsitzender 1932 bis 1945

Die Archäologische Gesellschaft zu Berlin wurde im Dezember 1842 auf Initiative von Eduard Gerhard begründet, der auch die treibende Kraft bei der Gründung des späteren Deutschen Archäologischen Instituts (DAI) war. Gemeinsam mit Theodor Panofka war er in den folgenden Jahren Vorsitzender des Vereins. Ziel des Vereins sollte es sein, monatlich öffentliche Vorträge über archäologisch-altertumswissenschaftliche Themen zu veranstalten. Das erste Statut datiert aus dem Februar des folgenden Jahres. Der Gründungstermin war mit Bedacht gewählt, fiel er doch mit der Winckelmannsfeier des Jahres 1842 zusammen, bei denen jährlich des Geburtstags Johann Joachim Winckelmanns gedacht wurde, der gemeinhin als Begründer der späteren Klassischen Archäologie verehrt wird. Aus dieser Tradition, die Berliner aus der Altmark schon seit 1828 und die Mitglieder des DAI-Vorgängers Instituto di Corrispondenza Archeologica in Rom seit 1831 begingen, wurde unter Gerhards Leitung und im Mantel der Berliner Gesellschaft ein jährliches Ereignis, das mit ihr verbunden war. Die Gesellschaft unterstützte zunächst das römische Institut, das Gerhard weitestgehend von Berlin aus leitete, und gab die von ihm 1843 begründete Archäologische Zeitung heraus, aus der später das Jahrbuch des Deutschen Archäologischen Instituts hervorging. Schwerpunkt lag jedoch in den lokalen Aktivitäten. Die wissenschaftliche Diskussion zwischen Archäologen, Altertumswissenschaftlern, Gelehrten anderer Disziplinen und anderen Freunden der Antike wurde durch die Vortragstätigkeit nachhaltig gefördert. Dafür war Berlin der geeignete Ort, denn nirgendwo sonst in Deutschland war der Nährboden dafür besser. Hier gab es die größte Zahl an Archäologen und Wissenschaftlern benachbarter Disziplinen, die große Universität, die Preußische Akademie der Wissenschaften sowie die Berliner Museen mit ihrer bedeutenden Antikensammlung. Von außerhalb der Fachwelt gehörten insbesondere Architekten und bildende Künstler zum besonders angesprochenen Personenkreis. Die Gründung derartiger Organisationen war zu dieser Zeit auch nicht ungewöhnlich, an vielen Orten fanden sich Wissenschaftler, aber auch Interessenten aus dem Bürgertum zusammen, um derartige Vereine zu gründen.
Insbesondere in der zweiten Hälfte des 19. Jahrhunderts veränderte sich das Interesse der Künstler. Der Klassizismus verlor immer mehr an Bedeutung. Zudem wurde die Archäologie immer spezialisierter. Der Anteil der Wissenschaftler überwog schließlich die anderen Mitglieder bei weitem. Die Gefahr der Stagnation konnte abgewendet werden, weil seit den 1870er Jahren in Berlin eine große Zahl sehr unterschiedlicher Wissenschaftler wirkte. Zudem war der Erkenntnisgewinn allgegenwärtig, etwa durch die Ausgrabungen der Berliner Museen. Damit gab es viel Stoff, der vermittelt werden konnte und musste. Im Zuge des von Berlin ausgehenden Dritten Humanismus öffnete sich die Gesellschaft nach dem Ersten Weltkrieg breiteren Kreisen. Daneben entstanden weitere Organisationen in Berlin. 1924 gründete der Begründer des Dritten Humanismus, Werner Jaeger, die Gesellschaft für Antike Kultur. In ihr gab er auch die von ihm begründete Zeitschrift Die Antike heraus. In den 1920er Jahren entstand auch die Vereinigung der Freunde des Archäologischen Instituts, schon 1913 die Vereinigung der Freunde antiker Kunst. Mit dieser organisierte die Gesellschaft seit 1923 gemeinsam die Winckelmannsfeste. 1913 wurde mit Margarete Bieber die erste Frau aufgenommen, seit 1922 stand die Gesellschaft grundsätzlich auch Frauen offen. Bis in die 1940er Jahre stiegen die Mitgliederzahlen stetig an. Ihren Höchststand erreichten sie mit 323 im Jahr 1942, dem Jahr des 100-jährigen Jubiläum der Vereinigung. Der damalige Präsident der Gesellschaft, Gerhart Rodenwaldt, nahm das 100-jährige Jubiläum der Berliner Winckelmannsfeste 1940 zum Anlass, bei einem großen Festakt in der Berliner Singakademie auf die lange Tradition der Gesellschaft aufmerksam zu machen. Die letzte Sitzung der Gesellschaft vor Kriegsende fand am 9. Januar 1945 statt.
Nach dem Krieg bestand die Archäologische Gesellschaft zu Berlin wie alle anderen Vereine und Organisationen Deutschlands zunächst nicht mehr. Zwischen 1945 und 1947 wurden erstmals seit 1841 keine Winckelmannsfeste organisiert. Die Initiative zur Neugründung ging 1947 von Carl Weickert aus, der damals einen großen Teil der wichtigen archäologischen Positionen in Berlin in sich vereinte. Er war Direktor der Antikensammlung, kommissarischer Inhaber des Lehrstuhls für Klassische Archäologie an der Universität, nachdem Rodenwaldt gegen Ende des Krieges Selbstmord begangen hatte, und wurde 1947 schließlich Präsident des DAI, da dessen Präsident Martin Schede als im Krieg verschollen galt. Am 10. Juli 1947 versammelten sich auf Einladung Weickerts Klassische Archäologen und Vertreter benachbarter Fachrichtungen in den Räumlichkeiten des DAI, um über eine Wiedergründung zu beraten. Eine Satzung wurde beschlossen, die Vertretern der Besatzungsmacht vorgelegt und samt einem obligatorischen Punkt über bestimmte Einschränkungen für vormalige NS-Vertreter angenommen wurde. Die eigentliche Gründung verzögerte sich, wetterbedingt und weil nicht alle Vorstandsmitglieder den Fragebogen der US-Administration zu ihrer NS-Vergangenheit ausfüllen wollten, bis zum 25. Mai 1948. Weickert wurde zum Vorsitzenden gewählt, sein Nachfolger am Museum, Carl Blümel, wurde sein Stellvertreter und Gerda Bruns Schriftführerin. Schatzmeister wurde der Bankkaufmann Otto Nufer, der schon seit 1936 der Gesellschaft angehört hatte. Er blieb bis 1975 in seinem Amt und war auch danach bis zu seinem Tod 1990 Mitglied des Vorstandes. Die neue Satzung war den seit 1945 verstorbenen Mitgliedern, insbesondere Gerhart Rodenwaldt und Karl Anton Neugebauer, gewidmet.
Die Vereinigung der Freunde antiker Kunst ging bei der Neugründung in der Gesellschaft auf. Damit war auch eine stärkere Ausrichtung an Nichtwissenschaftlern verbunden, was dazu führte, dass zwischen 1948 und 1956 und nochmals zwischen 1968 und 1970 eine Zweiteilung der Organisation vollzogen wurde. Für alle Mitglieder und auch Gäste gab es die Plenarsitzungen, für einen kleineren Kreis von Fachwissenschaftlern den Arbeitskreis, der 1948 aus 35 Mitgliedern bestand. Die Zweiteilung konnte jedoch nicht Bestand haben, weil sie dem eigentlichen Anliegen widersprach, Wissenschaft und interessierte Öffentlichkeit zusammenzubringen. Die Zahl der Mitglieder stieg wieder recht schnell an – 1967 wurde der Nachkriegshöchststand von 300 Mitgliedern erreicht. Bis 1979 sank die Zahl jedoch kontinuierlich auf 215 Mitglieder. Seitdem ging sie wieder aufwärts und hat mittlerweile eine Konstanz bei etwa 250 Mitgliedern gefunden. Darunter befinden sich viele auswärtige, auch namhafte, Mitglieder.
Das 135. Winckelmannsfest 1979 wurde auch als Ehrung für Ernst Heinrich zu dessen 80. Geburtstag veranstaltet, im Jahr darauf für Adolf Greifenhagen zu dessen 75. Geburtstag. 1982 führte die Gesellschaft im Wiegand-Haus einen Empfang zu Winckelmanns Geburtstag durch, seit 1983 wird diese Tradition vom DAI übernommen.

## Finanzierung und Struktur
Die Archäologische Gesellschaft zu Berlin ist kein eingetragener Verein. Sie ist zwar in ihrer Satzung aus dem Jahr 1947 so definiert, doch wurde sie nie an einem deutschen Gericht registriert. Auf der Mitgliederversammlung vom 26. September 1950 wurde dieses Vorgehen so beschlossen. Das hatte mehrere Gründe, die zum einen in der Tradition und der Scheu vor einem bürokratischen Reglement lagen, zum anderen aber auch darin, dass im geteilten Berlin der Eindruck einer staatlichen oder politischen Bindung vermieden werden sollte. Seitdem stellte sich die Frage nach der Eintragung ins Vereinsregister mehrfach erneut. Der Senat von Berlin förderte die Gesellschaft bis 1962 mit kleineren Zuschüssen für auswärtige Vorträge und Druckkosten, seitdem wurden solche Anträge mit dem fehlenden Eintrag ins Register abgelehnt. Die Gemeinnützigkeit wurde dennoch anerkannt, etwa als 1976 ein finanzielles Vermächtnis eines verstorbenen Mitgliedes ohne die übliche Erbschaftssteuer angenommen werden konnte, was den zu dieser Zeit vor dem finanziellen Aus stehenden Verein rettete. Bei einer Auflösung des Vereins würde das DAI alle verbliebenen Werte erhalten.
Die Gesellschaft versucht, den Mitgliedsbeitrag möglichst gering zu halten. Finanzielle Aufwendungen fallen vielfach nicht an, da etwa das DAI oder die Berliner Museen unentgeltlich Räumlichkeiten für Veranstaltungen zur Verfügung stellen. Vortragshonorare werden nicht gezahlt, wohl aber Reise- und Übernachtungskosten. Publikationen werden aus Verkaufserlösen und den weiteren zur Verfügung stehenden Mitteln finanziert. Bis 1977 konnten die Winckelmannsprogramme der Archäologischen Gesellschaft zu Berlin mit Hilfe eines Druckkostenzuschusses der Deutschen Forschungsgemeinschaft gedruckt werden, seitdem sind die regelmäßigen Veröffentlichungen nicht mehr gewährleistet. Im Archäologischen Anzeiger wurden bis 1974 in Fortsetzung der Archäologischen Zeitung recht ausführlich Sitzungsberichte und Referate der Gesellschaft veröffentlicht, seit 1976 geschieht dieses nur noch in verkürzter Form.
An der Spitze der Gesellschaft steht ein Vorstand, der aktuell aus sieben Personen besteht. Stand nach der Vorstandswahl 2017:
- Vorsitzender: Andreas Scholl
- Stellvertretender Vorsitzender: Philipp von Rummel
- Schriftführerin: Velia Boecker
- Schatzmeister: Moritz Taschner
- Beisitzer: Johanna Fabricius, Stephan G. Schmid, Manuela Taake

### Historische Vorstände
| Vorsitzende - 1843–1867: Eduard Gerhard - 1843–1860 mit Theodor Panofka - 1861 und 1864 mit Karl Bötticher - 1862–1863 mit Karl Friederichs - 1869–1896: Ernst Curtius - 1897–1901: Richard Schöne - 1902–1904: Alexander Conze - 1905–1911: Reinhard Kekulé von Stradonitz - 1912: Adolf Trendelenburg - 1913–1915: Georg Loeschcke - 1916–1922: Hans Dragendorff - 1923–1931: Ferdinand Noack - 1932–1945: Gerhart Rodenwaldt - 1948–1955: Carl Weickert - 1955–1962: Erich Boehringer - 1962–1968: Kurt Bittel - 1968–1974: Adolf Greifenhagen - 1974–1975: Helmut Kyrieleis - 1975–1978: Klaus Vierneisel - 1978–2007: Adolf Borbein - 2007–2014: Ortwin Dally - seit 2014: Andreas Scholl | Schriftführer - 1865–1871: Karl Friederichs und Emil Hübner - 1872: Emil Hübner - 1873–1879: Friedrich Adler - 1880: Richard Schöne - 1881–1896: Alexander Conze - 1897–1901: Reinhard Kekulé von Stradonitz - 1902–1904: Adolf Trendelenburg - 1905: Alfred Brueckner - 1906–1924: Alfred Schiff - 1924–1939: Karl Anton Neugebauer - 1939–1945: Carl Blümel - 1948–1952: Gerda Bruns - 1952–1954: Wolfgang Darsow - 1955–1957: Eleni-Alexandra Amburger - 1957–1970: Hans Bernhard Jessen - 1970–1974: Ulrich Gehrig - 1974–1975: Walter Trillmich - 1975–1977: Klaus Stemmer - 1977–1978: Bert Kaeser - 1978–1979: Ulrich Gehrig - 1979–2006: Antje Krug - 2006–2007: Frank Rumscheid - 2007–2012: Agnes Schwarzmaier-Wormit - 2014–2020: Regina Attula - seit 2020: Velia Boecker | Schatzmeister - 1861–1873: Gustav Wolff - 1874–1880: Julius Schubring - 1881–1901: Adolf Trendelenburg - 1902–1906: Alfred Brueckner - 1939–1945: Karl Anton Neugebauer - 1948–1975: Otto Nufer - 1976–1983: Volkhard Rhode - 1984–2001: Jutta Brost - 2002–2003: Irmgard Kasper-Butz - 2003–2014: Volker Kästner - 2014–2020: Peter Baumeister - seit 2020: Moritz Taschner |

## Mitgliedschaft
Während Neuaufnahmen früher von zwei bestehenden Mitgliedern vorgeschlagen werden mussten, kann mittlerweile jede Person die Mitgliedschaft beantragen, die an der Antike und an den wissenschaftlichen Problemen der Archäologie interessiert ist. Ein ermäßigter Jahresbeitrag eröffnet auch Schülern, Studierenden und Geringverdienern die Möglichkeit der Mitgliedschaft.

## Margarete-Bieber-Preis
In Erinnerung eine der bedeutendsten Archäologinnen des 20. Jahrhunderts, Margarete Bieber, die zudem die erste Frau war, die in die Archäologische Gesellschaft aufgenommen wurde, wurde der mit 500 € dotierte Margarete-Bieber-Preis der Archäologischen Gesellschaft zu Berlin gestiftet und erstmals 2018 vergeben. Die Vergabe erfolgt jährlich. Preisträger sind bislang:
- 2018: Annemarie Schantor
- 2019: Paul Pasieka
- 2020: Matthias Hoernes